# NGC 574
NGC 574 é uma galáxia espiral barrada (SBb) localizada na direcção da constelação de Sculptor. Possui uma declinação de -35° 35' 55" e uma ascensão recta de 1 horas, 29 minutos e 03,1 segundos.
A galáxia NGC 574 foi descoberta em 1 de Setembro de 1834 por John Herschel.